# 丹麥廣播公司第三台
丹麥廣播公司第三台（丹麥語：DR3）是丹麥廣播公司一條於2013年開播的電視頻道，主要播放各類體育、喜劇、科學、音樂、紀實以及動畫等適合15至39歲青年觀眾收看的節目。這條頻道後來在2020年初取消地面電視廣播，並轉型為網上直播頻道和點播服務。